# Clackamas
Clackamas ist ein gemeindefreies Gebiet im Clackamas County im US-Bundesstaat Oregon.

## Geographie
Durch den Ort führt unter anderem der Oregon Highway 212 und die Interstate 205.

## Wirtschaft
Hauptwirtschaftsfaktor ist das Einkaufszentrum „Clackamas Town Center“, das 1981 auf der „grünen Wiese“ erbaut wurde. Die Verkaufsfläche beträgt rund 120.000 m², die Anzahl der Läden 185. Darunter befinden sich zahlreiche große und kleine Handelsunternehmen, Gastronomiebetriebe sowie eine Eislauffläche, auf der in den 1990er Jahren Tonya Harding trainierte.
Zu den größten hier vertretenen Unternehmen zählen
- Meier & Frank (Macy’s)
- J.C. Penney
- Sears
- Nordstrom
- Montgomery Ward (die Ladenflächen gehören nun zu Meier & Frank Home Store sowie Copeland Sports)